# Ban Mueang Phruek
Ban Mueang Phruek (auch Ban Muang Phruk, Thai: บ้านเมืองพรึก) ist ein archäologischer Fundplatz im Landkreis (Amphoe) Kumphawapi der Provinz Udon Thani in der Nordost-Region von Thailand, dem so genannten Isan.

## Lage und Grabungsgeschichte
Ban Mueang Phruek liegt am Ostufer des Kumphawapi-Sees in Nordost-Thailand. Der Platz wurde 1980 während einer Prospektion von Charles Higham und T. Kijngam als möglicher Siedlungsort von Angehörigen der Ban-Chiang-Kultur identifiziert und während einer kleineren Kampagne ausgegraben.

## Funde
Der Platz war seit etwa 500 v. Chr. besiedelt und zeigt damit zusammen mit anderen Orten im Isan (Ban Chiang Hian) eine während der späten prähistorischen Phase eine Präferenz für tonreiche Böden. Ban Mueang Phruek war nicht befestigt.